# Преображенське (Україна)
Преображе́нське — село в Україні, у Васильківській селищній територіальній громаді Синельниківського району Дніпропетровської області. Населення становить 96 осіб.

## Історія
12 червня 2020 року, відповідно до розпорядження Кабінету Міністрів України № 709-р від «Про визначення адміністративних центрів та затвердження територій територіальних громад Дніпропетровської області», увійшло до складу Васильківської селищної громади.
19 липня 2020 року, в результаті адміністративно-територіальної реформи і ліквідації Васильківського району, село увійшло до складу новоутвореного Синельниківського району.

## Географія

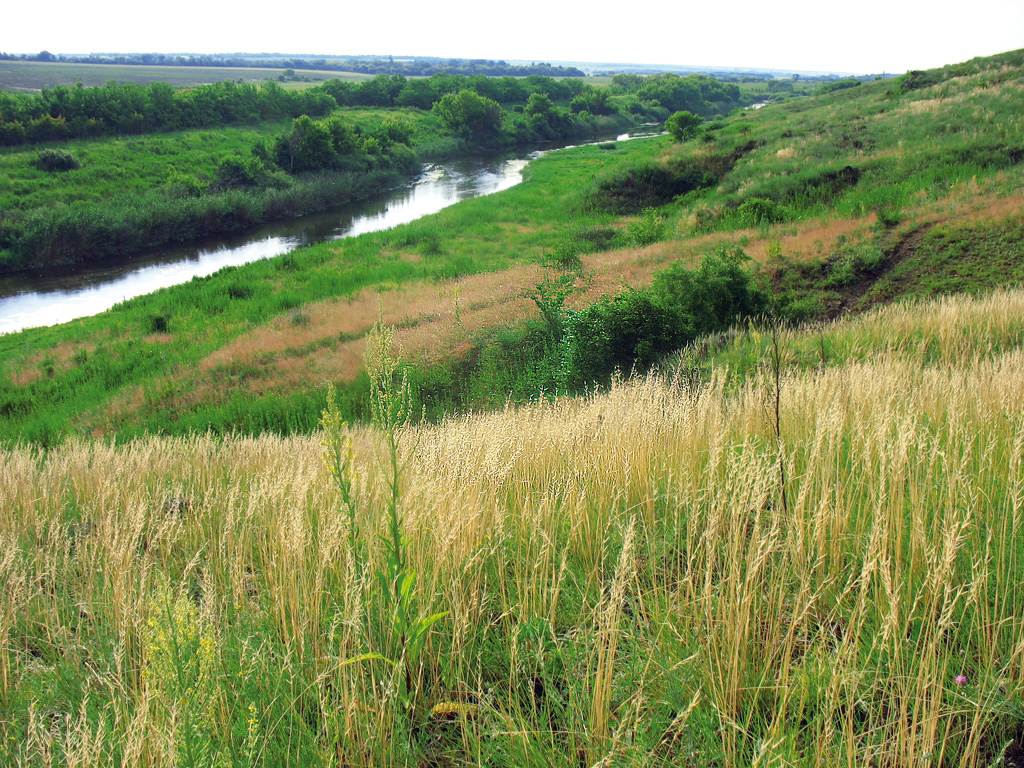
Ландшафт біля села

Село Преображенське розташоване на півночі Синельниківського району на правому березі річки Вовча. На південному заході межує з селом Богданівка, на півночі — з селом Первомайське. Поруч проходить автомобільна дорога Т 0408.

## Населення

### Мова
Розподіл населення за рідною мовою за даними перепису 2001 року:
| Мова       | Кількість | Відсоток |
| ---------- | --------- | -------- |
| українська | 96        | 100%     |

## Визначні пам'ятки
У селі досліджено поселення часів пізньої бронзи (II—І тисячоліття до н. е.).